# Паніванівка
Паніва́нівка — село в Україні, у Семенівській селищній громаді Кременчуцького району Полтавської області. Населення становить 887 осіб. 

## Географія
Село Паніванівка знаходиться на правому березі річки Крива Руда, на річці зроблений великий ставок Крива Руда, вище за течією примикає селище Семенівка, нижче за течією примикає село Веселий Поділ, на протилежному березі — село Тарасівка.

## Історія
12 червня 2020 року, відповідно до розпорядження Кабінету Міністрів України № 721-р «Про визначення адміністративних центрів та затвердження територій територіальних громад Полтавської області», село увійшло до складу Семенівської селищної міської громади.
19 липня 2020 року, в результаті адміністративно — територіальної реформи та ліквідації Семенівського району, село увійшло до складу новоутвореного Кременчуцького району.

## Політика

### Парламентські вибори, 2019
На позачергових парламентських виборах 2019 року у селі функціонувала окрема виборча дільниця № 530824, розташована у приміщенні будинку культури.
Результати
- зареєстровано 625 виборців, явка 56,96 %, найбільше голосів віддано за «Слугу народу» — 46,46 %, за Всеукраїнське об'єднання «Батьківщина» — 11,33 %, за Аграрну партію України — 8,22 %.[3] В одномандатному окрузі найбільше голосів отримав Фахраддін Мухтаров (самовисування) — 41,36 %, за Анастасію Ляшенко (Слуга народу) — 25,78 %, за Олексія Баганця (Всеукраїнське об'єднання «Батьківщина») — 12,75 %[4].

## Об'єкти соціальної сфери
- Школа І — ІІ ст.

## Пам'ятки
- Меморіальний комплекс[d]: Братська могила воїнів. Пам'ятний знак полеглим воїнам-односельчанам;

## Персоналії

### Народились
- Литвиненко Іван Дмитрович[ru] (1923–2003) — радянський та російський громадський діяч, полковник військової служби, учасник німецько-радянської війни, почесний громадянин міста Арзамас (1990).
- Скира Павло Миколайович (2002—2022) — матрос підрозділу 36 ОБрМП Військово-Морських Сил Збройних Сил України, учасник російсько-української війни, що загинув у ході російського вторгнення в Україну в 2022 році.

### Жили
- Дудник Олексій Олексійович (1935—2011) ― поет, лікар, почесний громадянин Семенівщини, член спілки літераторів Полтавщини.
- Греба Андрій Володимирович (1996—2022) — головний сержант 36 ОБрМП Збройних сил України, учасник російсько-української війни, що загинув у ході російського вторгнення в Україну в 2022 році.

## Галерея

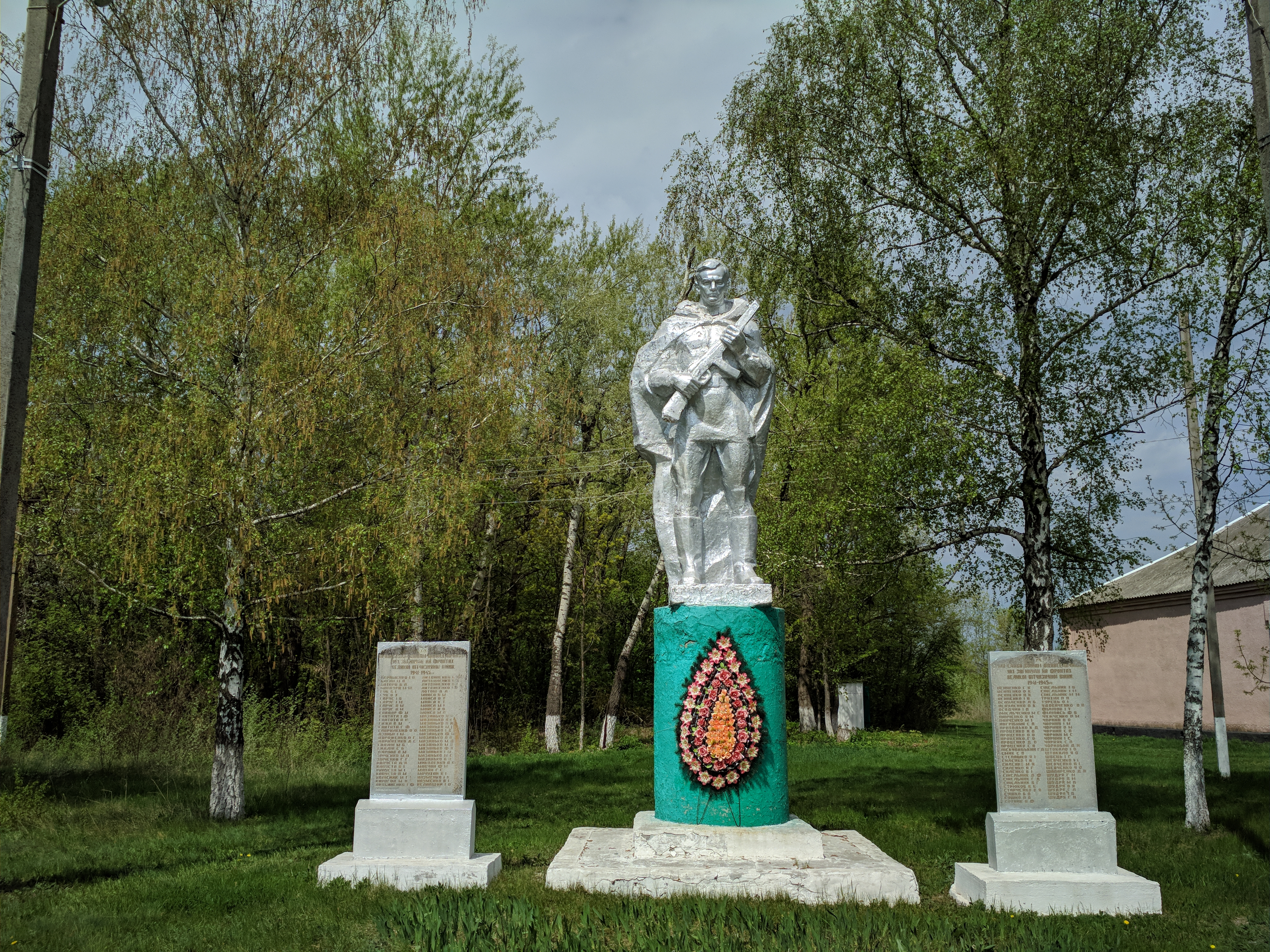
Братська могила радянських воїнів
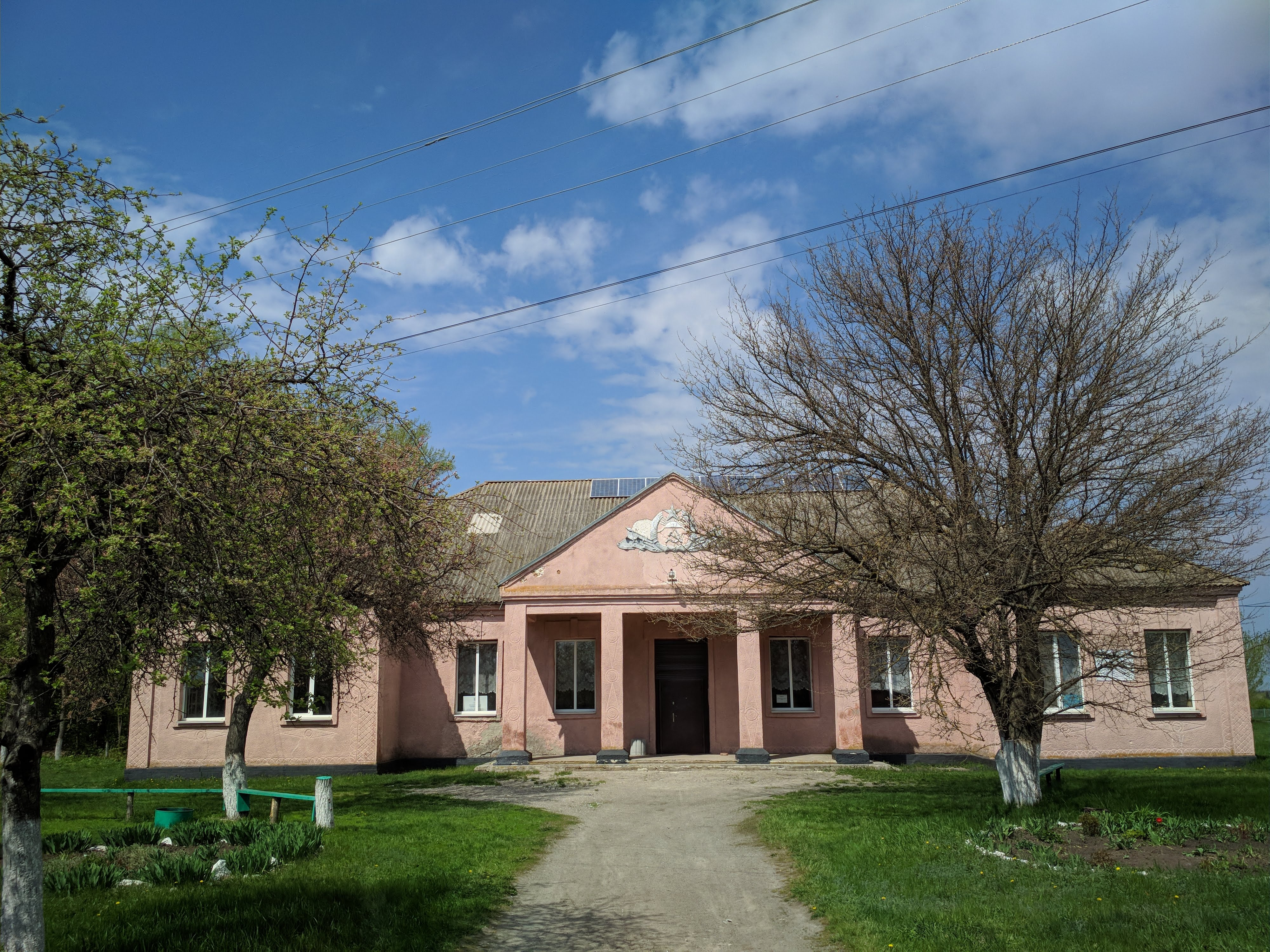
Сільський будинок культури
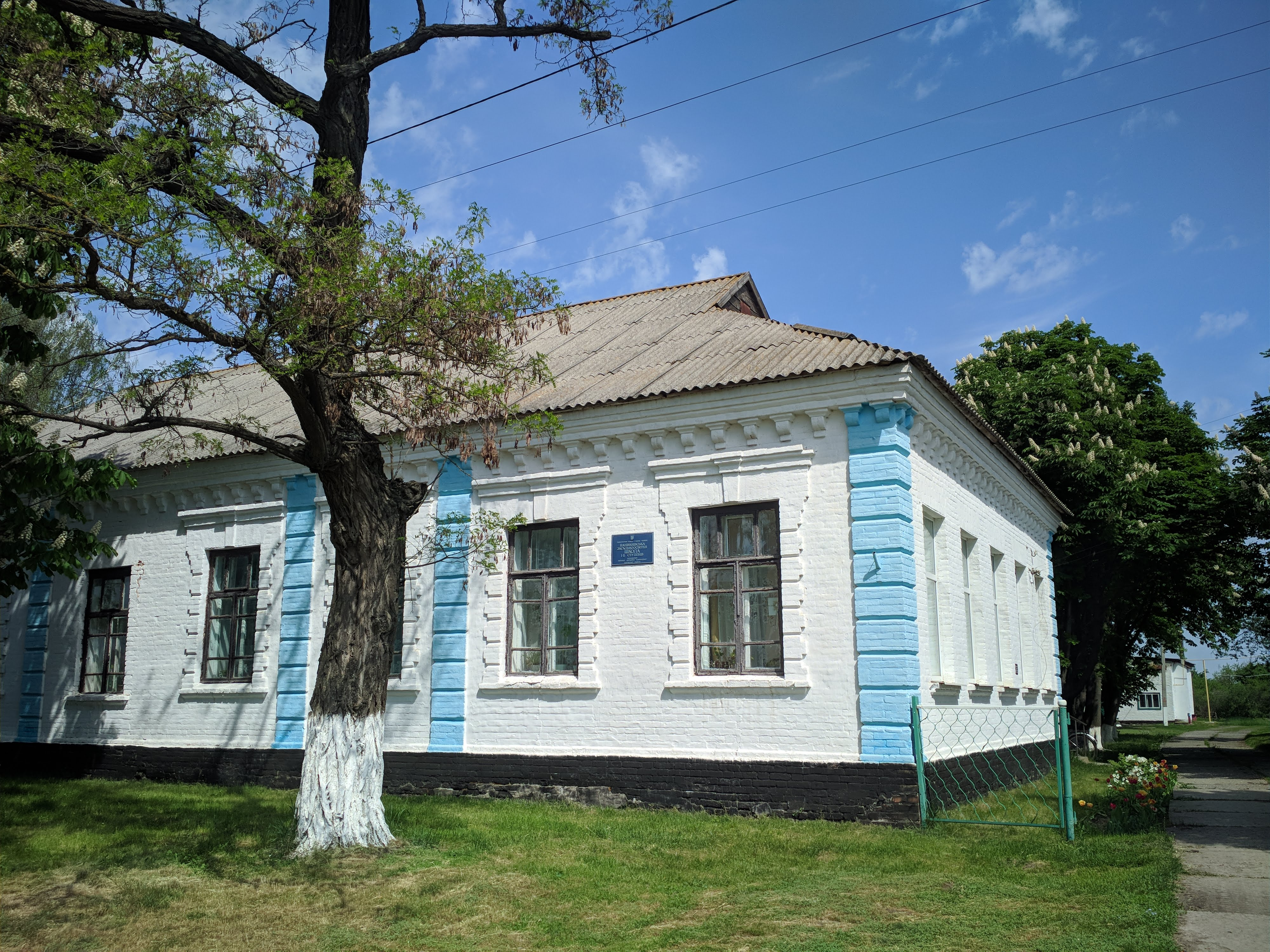
Школа
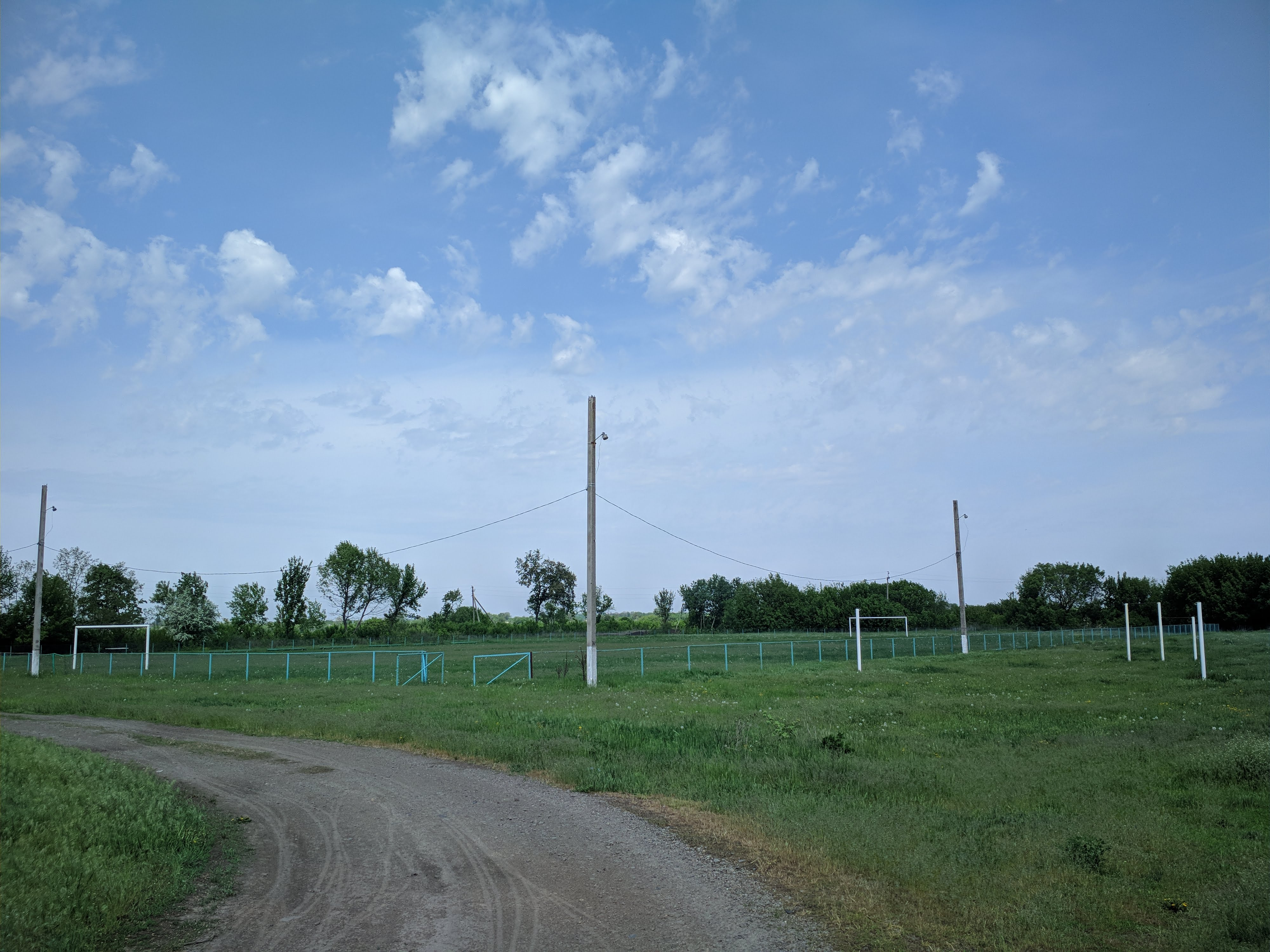
Стадіон